# 龙门滩镇
龙门滩镇，是中华人民共和国福建省泉州市德化县下辖的一个乡镇级行政单位。

## 行政区划
龙门滩镇下辖以下地区：
硕儒村、霞碧村、碧坑村、苏洋村、磻坑村、石室村、湖景村、内洋村、村兜村、朱地村、霞山村和大溪村。